# El Papi
El Papi (* 1996 oder 1997) ist ein norwegischer Sänger und Songwriter.

## Leben
El Papi stammt aus der westlich von Oslo gelegenen Kommune Bærum. Er gibt wenig über sein Privatleben bekannt. In der Öffentlichkeit tritt er nur mit seinem Künstlernamen und einem abgedunkelten Visier auf. Seine musikalische Karriere begann er im Genre der sogenannten Russemusikk, bei der eigens für Russfeiern angefertigte Lieder im Mittelpunkt stehen. Er schrieb und veröffentlichte bereits mehrere Jahre Lieder, als er zu Beginn der COVID-19-Pandemie das Lied Sykepleierinnen (deutsch die Krankenpflegerin) veröffentlichte. Dieses stieg sowohl in die norwegischen als auch die schwedischen Musikcharts ein.
Im Anschluss an die Veröffentlichung der Single Sykepleierinnen und des damit verbundenen Charterfolgs erhielt er einen Vertrag beim Musiklabel Universal Music Norway. Er begann sich anschließend auf eigene Musik zu konzentrieren. Mit Midsommarnatt gab er sein erstes Lied, das er nicht für die Russfeiern schrieb, heraus. Mit der in Zusammenarbeit mit Tix entstandenen Single Igjen og igjen konnte er sich im Jahr 2020 auf dem ersten Platz der norwegischen Musikcharts platzieren. Sein Lied Sju fjell wurde im Jahr 2021 beim Musikstreaming-Dienst Spotify das in Norwegen achtmeist gestreamte Lied des Jahres.

## Diskografie

### Singles
| Jahr | Titel Album                | Höchstplatzierung, Gesamtwochen, AuszeichnungChartplatzierungen (Jahr, Titel, Album, Platzierungen, Wochen, Auszeichnungen, Anmerkungen) | Höchstplatzierung, Gesamtwochen, AuszeichnungChartplatzierungen (Jahr, Titel, Album, Platzierungen, Wochen, Auszeichnungen, Anmerkungen) | Anmerkungen                                              |
| Jahr | Titel Album                | NO | SE | Anmerkungen                                              |
| ---- | -------------------------- | --- | --- | -------------------------------------------------------- |
| 2020 | Sykepleierinnen –          | NO4 ×2Doppelplatin · (25 Wo.)NO | SE21 Platin · (22 Wo.)SE | Erstveröffentlichung: 2. April 2020                      |
| 2020 | Midsommarnatt –            | NO22 Gold · (7 Wo.)NO | SE56 (4 Wo.)SE | Erstveröffentlichung: 5. Juni 2020                       |
| 2020 | Igjen og igjen –           | NO1 Platin · (14 Wo.)NO | SE57 (3 Wo.)SE | Erstveröffentlichung: 7. August 2020 feat. Tix           |
| 2020 | Vogue –                    | NO25 (1 Wo.)NO | — | Erstveröffentlichung: 18. September 2020                 |
| 2020 | Vinterdepresjon –          | NO27 (3 Wo.)NO | — | Erstveröffentlichung: 30. Oktober 2020                   |
| 2021 | Sju fjell –                | NO3 (28 Wo.)NO | — | Erstveröffentlichung: 12. Februar 2021                   |
| 2021 | En solskinnsdag –          | NO27 Gold · (3 Wo.)NO | — | Erstveröffentlichung: 4. Juni 2021 Chester feat. El Papi |
| 2021 | I sommer har vi tid –      | NO12 (7 Wo.)NO | — | Erstveröffentlichung: 27. Juni 2021                      |
| 2022 | Livet er herlig –          | NO6 (9 Wo.)NO | — | Erstveröffentlichung: 8. Juni 2022 mit Tix               |
| 2022 | Hjerteløs –                | NO2 (10 Wo.)NO | SE13 (17 Wo.)SE | Erstveröffentlichung: 16. September 2022                 |
| 2023 | Haha –                     | NO18 Gold · (3 Wo.)NO | — | Erstveröffentlichung: 15. September 2023 mit Rambow      |
| 2023 | La det gå –                | NO24 (1 Wo.)NO | — | Erstveröffentlichung: 3. November 2023 mit Oscar Blesson |
| 2024 | Överallt – El Papi Remix – | NO35 (1 Wo.)NO | — | Erstveröffentlichung: 19. Januar 2024 mit Dizzy          |
| 2024 | Regissør –                 | NO33 (1 Wo.)NO | — | Erstveröffentlichung: 12. April 2024                     |
| 2025 | Tilbake –                  | NO31 (1 Wo.)NO | — | Erstveröffentlichung: 17. Januar 2025                    |
| 2025 | Fredagsbarn –              | NO5 (… Wo.)NO | — | Erstveröffentlichung: 9. Mai 2025                        |

Weitere Lieder mit Auszeichnungen
- 2018: Northmen (NO: Gold)